# The Crisis (serie televisiva)
The Crisis (Kraft Suspense Theatre) è una serie televisiva statunitense in 59 episodi trasmessi per la prima volta nel corso di 2 stagioni dal 1963 al 1965.
In patria è conosciuta anche con il titolo Crisis con il quale fu trasmessa in syndication negli anni 1970. Seguito di Kraft Mystery Theatre (1961-1963), The Crisis è una serie di tipo antologico in cui ogni episodio rappresenta una storia a sé. Gli episodi sono storie di genere vario, dal drammatico al giallo, tutti caratterizzati dalla suspense.

## Spin-off
Alcuni episodi sono stati il pilota di serie televisive spin-off: l'episodio Rapture at Two-Forty fu venduto alla NBC e diede vita nell'autunno del 1965 a I giorni di Bryan (1965-1968, 86 episodi). L'episodio iniziale, diviso in due parti, The Case Against Paul Ryker con Lee Marvin, (distribuito poi nei cinema come film nel 1968 con il titolo Sergeant Ryker, in Italia come Il sergente Ryker) generò la serie televisiva Court Martial (1965-1966, 26 episodi). Altri episodi furono poi rimaneggiati e distribuiti come film, inizialmente in Europa, tra cui: Once Upon a Savage Night (distribuito come Nightmare In Chicago) e In Darkness, Waiting (distribuito come Strategy of Terror).

## Guest star
Tra gli interpreti: Beverly Garland, Kathryn Grant, James Gregory, Clu Gulager, Diana Hyland, Ulla Jacobsson, Carol Lawrence, Ralph Meeker, Dina Merrill, Roger Perry, Mala Powers, Tommy Sands, Victoria Shaw, Lilia Skala, Roger Smith, Joan Blackman, Macdonald Carey, Don Gordon, Tippi Hedren, Victor Jory, Francis Lederer, Richard Long, Andrew Prine, Michael Rennie.

## Produzione
La serie fu sponsorizzata dalla Kraft Foods e prodotta da Roncom Films (società di Perry Como; "Roncom" sta per "Ronnie Como", il figlio di Perry). Le musiche furono composte da John Williams, Pete Rugolo, Franz Waxman e Lalo Schifrin.

### Registi
Tra i registi sono accreditati:
- Leon Benson in 5 episodi (1965)
- Jack Smight in 4 episodi (1964-1965)
- William A. Graham in 3 episodi (1963-1965)
- Sydney Pollack in 3 episodi (1963-1965)
- Ralph Senensky in 3 episodi (1963-1965)
- Robert Altman in 3 episodi (1963-1964)
- Bernard Girard in 3 episodi (1963-1964)
- Elliot Silverstein in 3 episodi (1963-1964)
- David Lowell Rich in 3 episodi (1964-1965)
- Buzz Kulik in 2 episodi (1963)
- Alex March in 2 episodi (1964-1965)
- Richard L. Bare in 2 episodi (1964)
- Walter Grauman in 2 episodi (1964)
- Tom Gries in 2 episodi (1965)
- Don Weis in 2 episodi (1965)

### Sceneggiatori
Tra gli sceneggiatori sono accreditati:
- William D. Gordon in 5 episodi (1963-1964)
- William Wood in 5 episodi (1964-1965)
- Luther Davis in 4 episodi (1963-1965)
- Halsted Welles in 4 episodi (1964-1965)
- Robert Guy Barrows in 3 episodi (1963-1964)
- Frank Fenton in 3 episodi (1963-1964)
- David Moessinger in 3 episodi (1963-1964)
- Paul Tuckahoe in 3 episodi (1963-1964)
- Howard Browne in 3 episodi (1964-1965)
- Roy Huggins in 3 episodi (1964-1965)
- William P. McGivern in 3 episodi (1964)
- Don Brinkley in 3 episodi (1965)
- Robert Altman in 2 episodi (1963)
- Seeleg Lester in 2 episodi (1963)
- Richard DeLong Adams in 2 episodi (1964-1965)
- George Kirgo in 2 episodi (1964-1965)
- Jonathan Hughes in 2 episodi (1964)
- Irv Pearlberg in 2 episodi (1964)
- Robert L. Joseph in 2 episodi (1965)

## Distribuzione
La serie fu trasmessa negli Stati Uniti dal 10 ottobre 1963 al 1º luglio 1965 sulla rete televisiva NBC. In Italia è stata trasmessa con il titolo The Crisis. È stata distribuita anche in Germania Ovest con il titolo Stunde der Entscheidung e in Francia con il titolo Haute tension.

## Episodi
| Stagione         | Episodi | Prima TV USA |
| ---------------- | ------- | ------------ |
| Prima stagione   | 28      | 1963-1964    |
| Seconda stagione | 31      | 1964-1965    |